# Reggenza di Sumbawa Occidentale
La reggenza di Sumbawa Occidentale (in indonesiano: Kabupaten Sumbawa Barat) è una reggenza dell'Indonesia, situata nella provincia di Nusa Tenggara Occidentale.